# География Ханты-Мансийского автономного округа — Югры

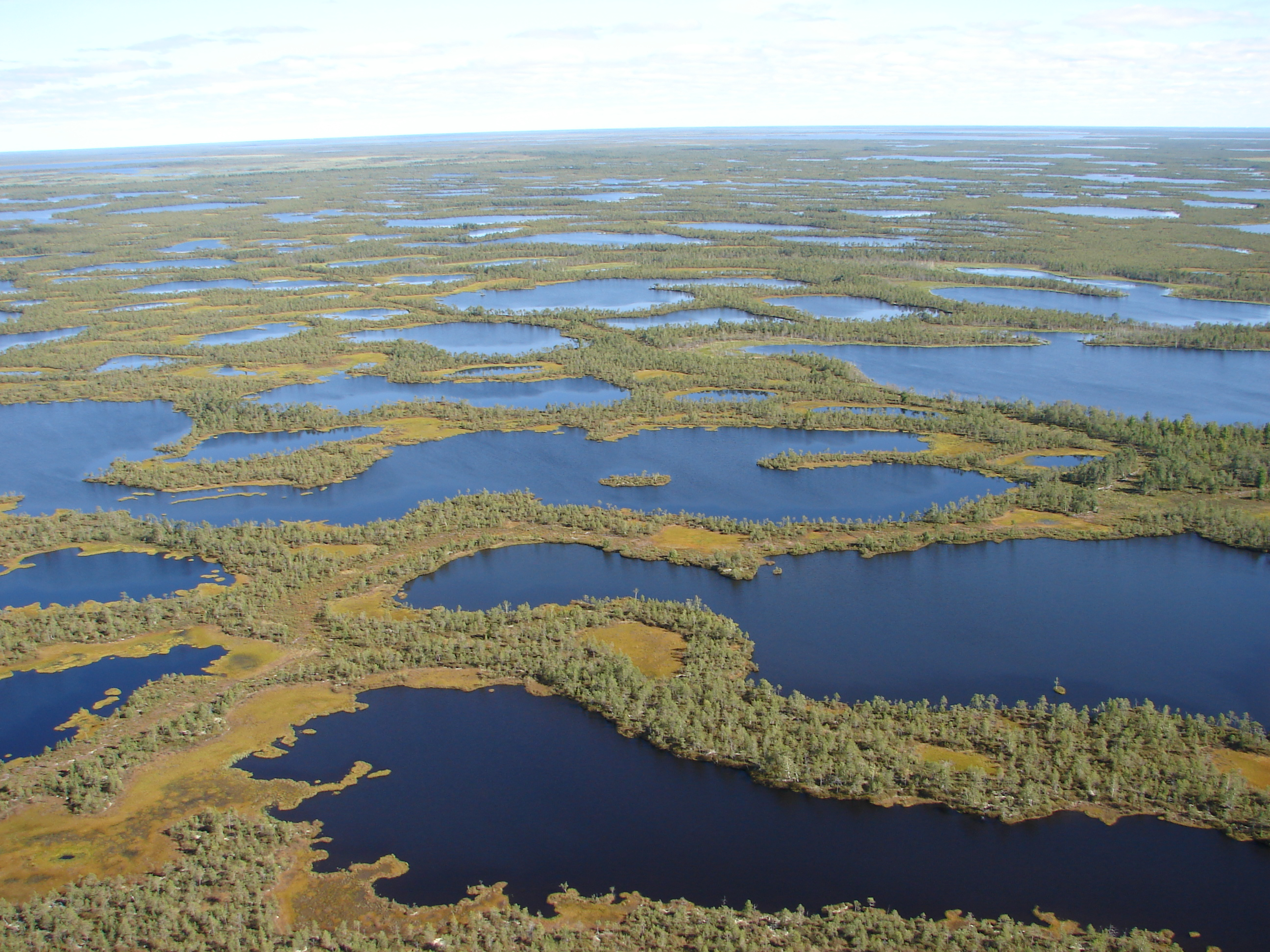

Ха́нты-Манси́йский автономный округ — Югра́ расположен в Азиатской части России и занимает центральную часть Западно-Сибирской равнины. Площадь региона составляет 534 801 км². Территория округа вытянута приблизительно на 1400 км с запада на восток, протянувшись от Уральских гор до Обско-Енисейского водораздела, и на 800 км с севера на юг. 
На западе округ ограничен Уральским хребтом. В области Приполярного Урала, у границ с Республикой Коми, расположена горная местность с наивысшей в ХМАО точкой — г. Народная (1895 метров).
Бо́льшая же часть территории региона представлена обширной, слабо расчленённой равниной, где абсолютные отметки высот редко превышают 200 м над уровнем моря. Здесь выделяются ряд увалов (Сибирские, Аганский, Нумто) и своеобразное крупное по площади поднятие, известное как Белогорский материк. 
В ХМАО множество рек, озёр (90 % из них мелкие, но есть и некоторое количество довольно обширных) и болот. Главные реки — Обь и его приток Иртыш. При этом длина других, более мелких рек, превосходит даже знаменитые реки Европы. Заболочена примерно треть всей площади субъекта, болота покрывают большие площади. 
Югра обладает огромным природно-ресурсным потенциалом. Прежде всего, она богата нефтью и природным газом, месторождения которых являются одними из крупнейших в мире. Кроме того, богатство региона составляют значительные лесные и водные ресурсы, а ближе к Уралу также находятся проявления железных руд, бокситов, меди, цинка, свинца и др. горных пород.  